# Hasadási lemma
Tekintsük a
{\displaystyle 0\to A\;{\xrightarrow {\ f\ }}\;B\;{\xrightarrow {\ g\ }}\;C\to 0}
rövid egzakt sorozatot valamely Abel-kategóriában. Ekkor a hasadási lemma azt állítja, hogy a következők ekvivalensek:
- bal hasadás: létezik olyan t : B → A, hogy t ∘ f az identitás A-n;
- jobb hasadás: létezik olyan u: C → B, hogy g ∘ u az identitás C-n;
- direkt összeg: B izomorf az {\displaystyle A\oplus C} direkt összeggel.

Ha ezen ekvivalens feltételek teljesülnek, akkor azt mondjuk, hogy a rövid egzakt sorozat hasad.
A csoportok kategóriája nem Abel-kategória, és itt a hasadási lemma a fenti formában nem is teljesül. A következő gyengébb állítás igaz: ha egy rövid egzakt sorozat bal hasad vagy direkt összeg, akkor a másik két állítás is teljesül. Ugyanakkor ha jobb hasad, akkor nem szükségszerű, hogy a sorozat akár bal hasadjon, akár direkt szorzat legyen: ilyenkor csak az állítható, hogy B izomorf az {\displaystyle A\rtimes C} szemidirekt szorzattal.

## Fordítás
- Ez a szócikk részben vagy egészben  a   Splitting lemma című angol Wikipédia-szócikk ezen változatának fordításán alapul.  Az eredeti cikk szerkesztőit annak laptörténete sorolja fel. Ez a jelzés csupán a megfogalmazás eredetét és a szerzői jogokat jelzi, nem szolgál a cikkben szereplő információk forrásmegjelöléseként.